# Adam Kopyciński (duchowny)
Adam Kopyciński (ur. 24 grudnia 1849 w Nowym Żmigrodzie, zm. 27 września 1914 w Gawłuszowicach) – polski duchowny katolicki, doktor teologii, poseł do Sejmu Krajowego Galicji i parlamentu wiedeńskiego, publicysta.

## Życiorys
Był synem organisty Jana Kopyto i Rozalii z Walewskich. Po ukończeniu gimnazjum w Tarnowie wstąpił w 1870 roku do Seminarium Duchownego w Tarnowie, gdzie w 1874 r. otrzymał święcenia kapłańskie. Następnie pracował jako wikariusz w Przeciszowie, a później studiował teologię w Wiedniu w Frintaneum, uzyskując doktorat w 1879 roku. 
Po powrocie do Tarnowa w latach 1879-1890 był wykładowcą teologii pastoralnej i Pisma Świętego Starego Testamentu w tarnowskim seminarium. Od 1880 r. zaczął wydawać swe prace z zakresu homiletyki i akcji społecznej. W swoim dziele O sakramencie pokuty zawarł w nim myśli św. Alfonsa, którego teologia w tym czasie coraz powszechniej dochodziła do głosu na terenie Polski. 
Był członkiem Rady Miejskiej i Powiatowej w Tarnowie. W 1883 r. wybrano go posłem na Sejm Krajowy z IV kurii okręgu Tarnów-Tuchów, a w 1885 r. posłem do parlamentu wiedeńskiego z okręgu Tarnów-Pilzno-Dąbrowa. Jako poseł zakładał kółka rolnicze oraz różne lokalne stowarzyszenia oświatowe i gospodarcze. W 1881 r. założył w Tarnowie stowarzyszenie rzemieślników chrześcijańskich "Gwiazda Tarnowska”, pierwsze w Galicji, któremu prezesował przez 10 lat. W latach 1882–1889 pracował czynnie nad organizacją oświaty, opieki społecznej oraz propagował działalność charytatywną. W 1882 r. zorganizował w Tarnowie Towarzystwo Oświaty Ludowej, którego celem było zakładanie bibliotek i czytelni dla ludu. Pełnił w nim funkcję zastępcy prezesa. Działalność Kopycińskiego i jego wypowiedzi doprowadziły do tego, że przedstawiciele ziemian galicyjskich wywarli nacisk na biskupa tarnowskiego Ignacego Łobosa, który zalecił mu zrezygnowanie z mandatu poselskiego. Ksiądz złożył mandat poselski w 1886 roku, ale przy nowych wyborach otrzymał go ponownie ogromną większością głosów. 
W 1890 r. został proboszczem w Radomyślu Wielkim i dziekanem dekanatu radomyskiego, a w 1893 r. w Gawłuszowicach. Powrócił do działalności politycznej kandydując do parlamentu wiedeńskiego, którego został posłem w latach 1891-1897 i ponownie w 1907 roku z okręgu Dąbrowa-Mielec. Zaraz po wyborach przystąpił do Stronnictwa Narodowo-Demokratyczego. W 1894 r. został kanonikiem honorowym kapituły tarnowskiej. Był obywatelem honorowym Tarnowa, Żmigrodu, Radomyśla i Ciężkowic. 

## Wybrane publikacje
- Spowiedź Generalna wg ks. Adama Kopycińskiego - Podręczna Encyklopedia Kościelna, wyd. 1907
- Wierzę w święty Kościół Powszechny, wyd. Tarnów 1912